# Libia na Letnich Igrzyskach Paraolimpijskich 2008
Libia na Letnich Igrzyskach Paraolimpijskich reprezentowało 3 zawodników.

## Kadra

### Lekkoatletyka
- Khaled Ahmed Abuajela
- Ali Mabrouk Ahmed

### Podnoszenie ciężarów
- Sahar Mostafa El Gnemi